# Angelo Bagnasco
Angelo Bagnasco (født 14. januar 1943 i Pontevico i Italien) er en italiensk kardinal og Ærkebiskop af Genova.
Angelo Bagnasco ses som en af favoriterne til at tage over efter Benedikt 16., i hvert fald hvis man skal tro flere internationale netmedier. Hvor han er en af de kardinaler som er nævnt som bud på en ny pave: